# Missione Foureau-Lamy

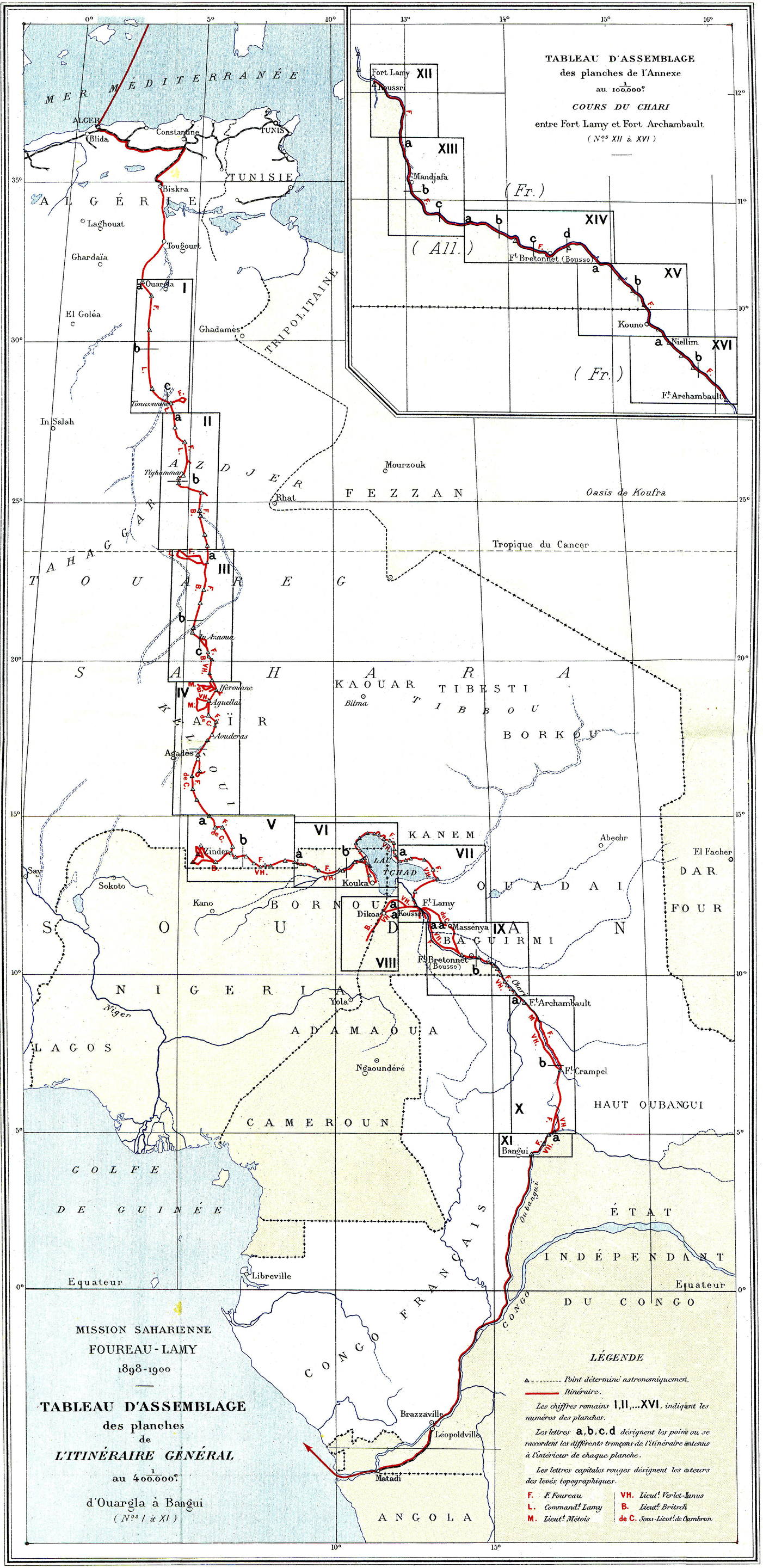

La Missione Foureau-Lamy fu una spedizione esplorativa e militare francese in Africa che partì nel 1889 da Ouargla e terminò nel 1900 a Bangui. Guidata da Fernand Foureau e Amédée-François Lamy, la missione attraversò il Sahara e sostenne le rivendicazioni della Francia su ampie parti dell'Africa Occidentale Francese e dell'Africa Equatoriale Francese.

## Contesto
Nel quadro della Spartizione dell'Africa, le rivendicazioni territoriali di Francia e Regno Unito sul Sahara centrale, la regione del Niger e la zona del lago Ciad erano ancora irrisolte alla fine del XIX secolo. Raggiunta ed occupata la città di Timbuctù, il lago Ciad divenne l'obiettivo di un'ulteriore espansione coloniale francese.
Furono pertanto organizzate tre diverse missioni, che avanzarono più o meno simultaneamente da diverse direzioni: la missione Voulet-Chanoine, guidata da Paul Voulet e Julien Chanoine, partì dal fiume Niger per raggiungere il lago Ciad da ovest; la missione Gentil, guidata da Émile Gentil, aveva anch'essa come meta il lago Ciad, ma partì da sud, dal Congo Francese; la missione Foureau-Lamy doveva attraversare il Sahara dall'Algeria in direzione sud, raggiungendo il massiccio dell'Aïr e quindi la città di Agadez. Le missioni ebbero inizio quando la crisi di Fashoda era al suo culmine.

## Preparazione della missione
La missione nacque dalla collaborazione fra Fernand Foureau e Amédée-François Lamy, due uomini molto diversi accomunati dall’obiettivo di attraversare il Sahara. Foureau, un civile, viveva già da diversi anni in Algeria ed era considerato, grazie alle sue ricerche, il principale esperto francese del Sahara. Lamy era un ufficiale che aveva acquisito una grande esperienza militare nelle colonie francesi, avendo prestato servizio, tra l'altro, in Algeria, in Tunisia e nel Tonchino. Principale finanziatrice della missione fu la Société de Géographie.
L'orientamento scientifico della missione, con Foureau come figura di riferimento, nascondeva solo superficialmente il carattere militare e colonialista della missione. I circoli che a Parigi spingevano per una rivendicazione del Sahara garantita dalla superiorità militare avevano prevalso sui sostenitori della sottomissione degli abitanti del deserto attraverso relazioni commerciali e cauta diplomazia. Una precedente spedizione francese nel Sahara, quella di Paul Flatters del 1880-1881, era fallita rovinosamente: per i sostenitori dell'azione militare era necessario porre rimedio a questo fallimento.
La missione Foureau-Lamy, pesantemente armata, era composta da quattro civili, dieci ufficiali e 32 sottufficiali francesi, 213 tirailleur algerini, 50 tirailleur sahariani e 13 Spahis. Ne facevano inoltre parte 20 capi del clan arabo dei Châamba, sei marabutti e 49 cammellieri. Alla sua partenza, la missione era accompagnata da 1200 cammelli che trasportavano più di 5000 scatole di bagagli.

## Itinerario della missione

### Da Ouargla ad Agadez
Sbarcata ad Algeri, la missione Foureau-Lamy partì il 23 ottobre 1898 da Ouargla, più precisamente dall'oasi di Sedrata, e si diresse a sud attraversando il Grande Erg Orientale. Dopo aver effettuato rifornimenti ai pozzi di Ain El Hadjadj, affrontò la traversata del massiccio del Tassili n'Ajjer, che fu molto difficile e pericolosa, soprattutto a causa delle frane, dei ripidi pendii e del freddo estremo.
La missione si diresse quindi verso il massiccio dell'Ahaggar, raggiunse alla fine del mese di gennaio 1899 i pozzi di Bir el-Garama, dove nel 1881 venne ucciso Paul Flatters, e attraversò il deserto del Ténéré. Ai pozzi di In Azaoua fu costruito Fort Flatters, e il viaggio proseguì verso il massiccio dell'Aïr. Il 24 febbraio 1899 la spedizione arrivò nel villaggio di Iferouâne, dove si trovò ad affrontare l'ostilità dichiarata delle popolazioni locali, che resero pericoloso l'attraversamento dell'Aïr con la continua minaccia di attacchi. Dopo un soggiorno di diverse settimane nel villaggio di Aoudéras, il 28 luglio 1899 la missione raggiunse la città di Agadez, che fu attaccata e occupata militarmente. Esplorati i dintorni della città, la missione lasciò Agadez il 17 ottobre 1899 per dirigersi più a sud.
Durante questa parte del viaggio, i tuareg attaccarono la missione, uccidendo un colonnello francese. Un gran numero di cammelli e cavalli che servivano come animali da soma morirono per mancanza d'acqua e conseguentemente i membri della spedizione in più occasioni dovettero seppellire o bruciare i carichi che trasportavano. Il deserto impraticabile e il terreno di montagna causarono inoltre numerosi incidenti.

### Da Agadez a Zinder
La missione passò attraverso l'altopiano di Tiguidit e i pozzi di Aderbissinat e raggiunse i villaggi di Gangara e Sabon Kafi nel Damergou, a sud del Sahara. Infine arrivò nella città di Zinder, già occupata dai francesi, dove si accampò dal 20 novembre 1899 al 28 dicembre 1899.
La missione Foureau-Lamy assunse a questo punto un carattere militare: parte della truppa intraprese una vasta spedizione nella zona ad ovest della città, conquistando la zona di Maradi e visitando i villaggi di Kantché, Koona, Gazaoua, Tessaoua, Maïjirgui e Dan Kori. Sei mesi prima, in questa zona, aveva avuto una fine violenta la missione Voulet-Chanoine. Il corpo dell'ufficiale Jean-François Klobb, che era stato assassinato dai partecipanti alla missione Voulet-Chanoine, fu portato da Dan Kori a Zinder.

### Da Zinder al lago Ciad

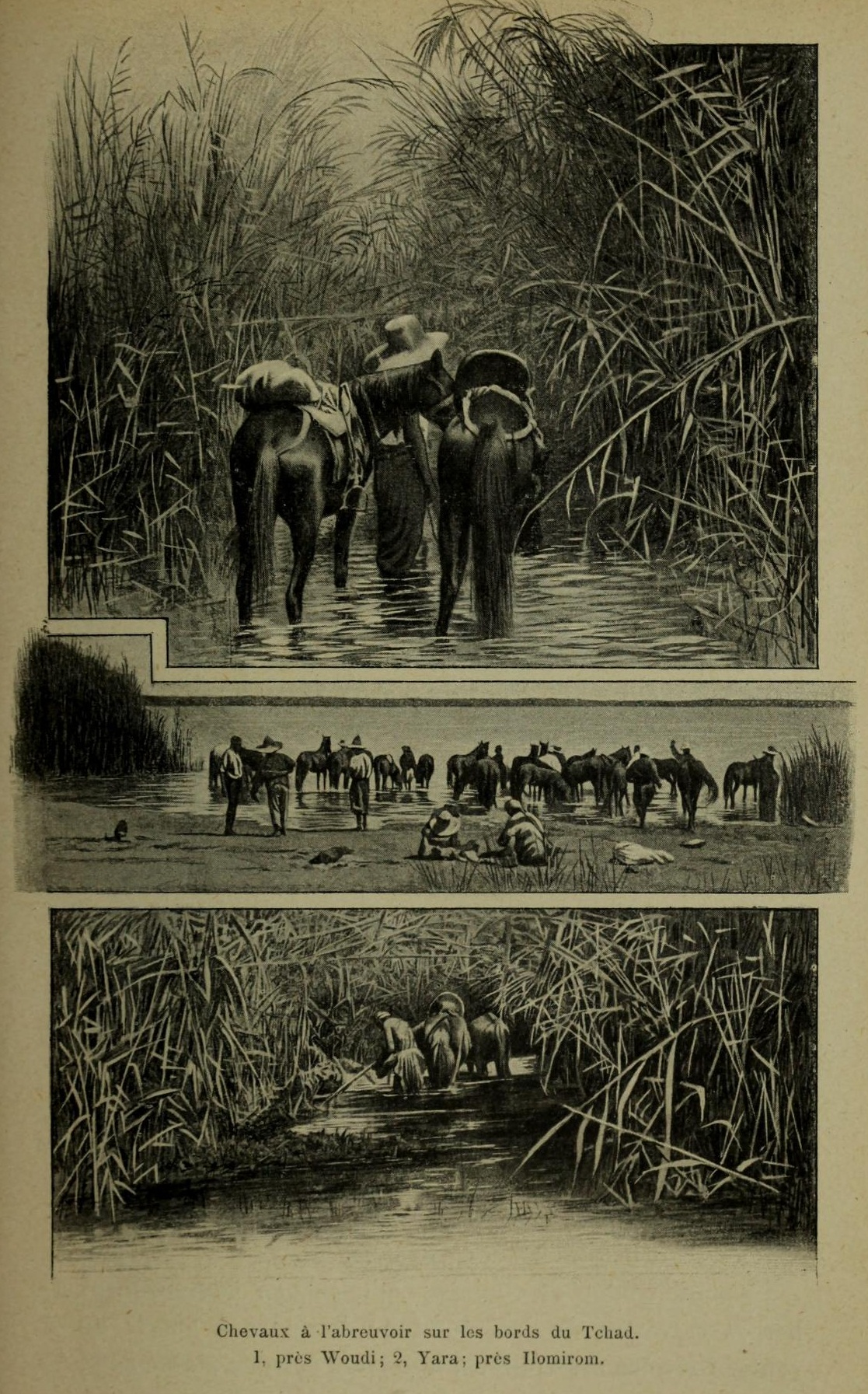
Fotografie della missione Foureau-Lamy presso il lago Ciad (1900)

La missione intraprese quindi il percorso che era stato previsto per la missione Voulet-Chanoine, mettendosi sulle tracce dei suoi resti. Si diresse a est, nel cuore dell'impero Bornu e, passata dalla vecchia capitale Mirriah, attraversò i villaggi di Bosso, Barwa e N'guigmi. Nel gennaio 1900 raggiunse il fiume Yobe Komadougou, dove si imbatté in villaggi bruciati e in molti resti umani sparsi sul terreno, attribuibili alle scorrerie di Rabih al-Zubayr, signore della guerra e mercante di schiavi allora a capo dell'impero Bornu.
Quindi la missione raggiunse il lago Ciad sulle cui rive, dopo una deviazione verso rovine di Kuka, incontrò i resti della missione Voulet-Chanoine, ora guidata da Paul Joalland e Octave Meynier: le due colonne si unirono sulla strada per lo Chari. La mancanza d'acqua ora non era più un problema, ma l'arida vegetazione era un foraggio insufficiente, cosicché la spedizione perse altri cavalli. Il litorale paludoso del lago Ciad era difficile da seguire e, a causa della mancanza di guide locali adeguate, i viaggiatori dovettero fare molte deviazioni.
Nel febbraio 1900 il viaggio proseguì verso sud lungo il fiume Chari. Dal 3 marzo 1900 al 26 aprile 1900 la spedizione pose il suo campo nel villaggio di Kousséri, dove avvenne l'incontro con la terza spedizione francese, la missione Gentil.
I militari delle tre missioni ritennero a questo punto di essere sufficientemente forti per uno scontro diretto con le truppe di Rabih al-Zubayr. Il comando fu assunto da Lamy, l'ufficiale più anziano. Il 22 aprile 1900, nella battaglia di Kousséri, Rabih az-Zubayr fu sconfitto e ucciso, ma anche Lamy perse la vita.

### Dal lago Ciad a Bangui
Nonostante la morte di Lamy, la missione continuò le sue esplorazioni. Avanzò in aree rivendicate anche dalla colonia tedesca del Camerun e trascorse due settimane a Dikwa, la capitale di Bornu. Poi tornò al fiume Chari e attraversò la zona del Baguirmi verso sud, lungo il cosiddetto "Becco d'anatra". Fece tappa in alcune basi francesi, come Fort-Archambault, Fort-Crampel, Fort-Sibut e, a metà del 1900, Fort-de-Possel, situato sul fiume Ubangi, al confine con il Congo francese. La tappa finale fu la città di Bangui, che fu raggiunta dagli ultimi partecipanti alla missione il 15 agosto 1900.
Da Ouargla a Bangui, la missione percorse più di 5200 chilometri. Il viaggio di ritorno in Francia avvenne via mare, partendo dalla città portuale di Matadi. Foureau percorse da solo una parte del percorso navigando sul Chari e l'Ubangi con una piroga, mentre il resto della missione proseguì con diverse settimane di ritardo. Dello Chari, tra Kousséri e Fort-Archambault, Foureau fece un preciso rilievo.

## Conseguenze
Con la sua presenza e le sue azioni militari, la missione Foureau-Lamy rivendicò alla Francia una vasta area dell'Africa e quindi influenzò, nel lungo termine, la formazione degli stati di Algeria, Niger e Ciad. Già il 29 maggio 1900, cinque settimane dopo la morte di Lamy, fu fondata di fronte a Kousséri una sede amministrativa coloniale francese, Fort-Lamy. Il 23 luglio 1900 fu creato il territorio militare francese di Zinder, che si estendeva fino all'Aïr e al lago Ciad; il 20 dicembre 1900 fu unito al distretto di Djerma (di cui era capoluogo Niamey) per formare il "terzo territorio militare", creando così il nucleo del Niger. In Ciad, il 5 novembre 1900, fu fondato il territorio militare francese di Chari-Ciad, diretto risultato della vittoria sul Bornu nella battaglia di Kousséri. Anche il fatto che l'Algeria si estenda vistosamente più a sud nel Sahara rispetto alle vicine Tunisia e Marocco è un risultato della missione.
I successi della missione Foureau-Lamy alimentarono il nazionalismo francese. Un monumento alla missione fu eretto a Ouargla nel 1930 e una stele commemorativa ad Algeri nel 1938. Nel 1950 alla Sorbona di Parigi si tenne una cerimonia commemorativa, presieduta dall'allora presidente francese Vincent Auriol, cui parteciparono i superstiti della missione Foureau-Lamy.
Foureau tra il 1902 e il 1905 pubblicò una vasta documentazione scientifica della missione, includendo osservazioni dettagliate che toccano numerosi ambiti scientifici: astronomia, meteorologia, orografia, idrografia, topografia, botanica, geologia, petrografia, paleontologia, etnografia ed economia. Il lavoro di Foureau, arricchito da materiale illustrativo e cartografico, fu accolto molto favorevolmente dal mondo scientifico del tempo.

### Fonti dirette
- (FR) Jean-Claude Abadie e Françoise Abadie, Sahara–Tchad (1898–1900). Carnet de route de Prosper Haller, médecin de la mission Foureau-Lamy, Parigi, L’Harmattan, 1989, ISBN 2-7384-0286-0.
- (FR) Jacques Britsch, La mission Foureau-Lamy et l’arrivée des Français au Tchad, 1898–1900. Carnets de route du lieutenant Gabriel Britsch, prefazione di Pierre Rondot, Parigi, L’Harmattan, 1989, ISBN 2-7384-0308-5.
- (FR) Fernand Foureau, Mission saharienne Foureau-Lamy. D’Alger au Congo par le Tchad, Parigi, Masson, 1902.
- (FR) Fernand Foureau, Documents scientifiques de la mission saharienne. Mission Foureau-Lamy d’Alger au Congo par le Tchad, vol. I: Observations astronomiques. Météorologie. Orographie. Hydrographie. Topographie. Botanique, Parigi, Masson, 1905.
- (FR) Fernand Foureau, Documents scientifiques de la mission saharienne. Mission Foureau-Lamy d’Alger au Congo par le Tchad, vol. II: Géologie. Pétrographie et paléontologie. Esquisse ethnographique. Notes sur la faune préhistorique. Aperçu commercial. Conclusions économiques, Parigi, Masson, 1905.
- (FR) Fernand Foureau, Documents scientifiques de la mission saharienne. Mission Foureau-Lamy d’Alger au Congo par le Tchad, vol. Atlas (cartografo: Verlet-Hanus), Parigi, Masson, 1905.
- (FR) Charles Guilleux, Journal de route d’un caporal de tirailleurs de la Mission saharienne (mission Foureau-Lamy), 1898–1900. Sahara – Aïr – Soudan – lac Tchad – Chari – Congo, Belfort, Schmitt, 1904.
- (FR) Alexis Métois, De l’Algérie au Congo par le Tchad. Conférence faite à la Société de Géographie de Poitiers le 27 juin 1901, Poitiers, Blais et Roy, 1901.
- (FR) Emile Reibell, Carnet de route de la mission saharienne Foureau-Lamy (1898–1900), prefazione del generale Chambrun, Parigi, Plon, 1931.

### Studi e saggi
- (EN) Douglas Porch, The Conquest of the Sahara, New York, Farrar, Straus & Giroux, 2005, ISBN 978-0-374-12879-1.
- (EN) Fergus Fleming, The Sword and the Cross. Two Men and an Empire of Sand, New York, 2003,  pp. 98-99.
- (EN) Edward L. Bimberg, Tricolor Over the Sahara. The Desert Battles of the Free French, 1940–1942, Westport, Greenwood Press, 2002,  p. 9, ISBN 0-313-31654-6.
- (FR) Charles Le Coeur, La carte et le dessin. Exemple de la mission saharienne Foureau-Lamy 1898–1900, in Les Cafés Géographiques, 2015.
- (DE) Otto Riemer, Das französische Congogebiet (Le Congo français). Entwicklungsgeschichte, Physiographie, Flora, Fauna, Ethnographie, Organisation, Finanzen, Handel und Verkehr, Bonn, Rheinische Friedrich-Wilhelms-Universität zu Bonn, 1909,  p. 26.
- (EN) Abdourahmane Idrissa e Samuel Decalo, Historical Dictionary of Niger, 4ª ed., Plymouth, Scarecrow, 2012,  pp. 128-129, ISBN 978-0-8108-6094-0.
- (DE) Jan C. Jansen, Erobern und Erinnern. Symbolpolitik, öffentlicher Raum und französischer Kolonialismus in Algerien, 1830–1950, Monaco di Baviera, Oldenbourg, 2013,  p. 520, ISBN 978-3-486-72361-8.
- (FR) Bernard Lanne, Histoire politique du Tchad de 1945 à 1958. Administration, partis, élections, Karthala, Paris, 1998,  p. 157, ISBN 2-86537-883-7.
- (FR) Edmond Bonnet, Note sur les collections botaniques recueillies par la mission saharienne Foureau-Lamy, in Bulletin du Muséum d’histoire naturelle, n. 6, 1901,  pp. 280-283.
- (FR) Jean-Pierre Duhard, Le spahi Fernand Ravin. Une vocation saharienne, Parigi, L’Harmattan, 2013,  pp. 91-155, ISBN 978-2-343-00379-5.
- (FR) Th. Fischer, Documents scientifiques de la mission saharienne, mission Foureau-Lamy, in Geographische Zeitschrift, vol. 13, n. 11, 1907,  pp. 649-650.
- (FR) Gabriel Galland, Vingt mois au pays de la soif. La mission saharienne Foureau-Lamy, octobre 1898–mai 1900, Librairie nationale d’éducation et de récréation, 1906.
- (FR) Louis Gardel, Les rêveurs du Sahara. Fernand Foureau et François-Joseph Lamy, de l’Algérie au Soudan, 1898–1900, in Aventuriers du monde. Les grands explorateurs français au temps des premiers photographes, 1866–1914, Parigi, L’Iconoclaste, 2003,  pp. 212-223, ISBN 2-913366-07-4.
- (FR) Raoul Gautier, Documents scientifiques de la Mission saharienne (Mission Foureau-Lamy, 1898–1900), par F. Foureau, 1903–1905, in Le Globe. Revue genevoise de géographie, n. 47, 1908,  pp. 124-136.
- (PL) Dr. Haller, Wyprawa Foureau-Lamy do jeziora Czad, Varsavia, Noskowski, 1901.
- (FR) René Pottier, La mission Foureau-Lamy, Parigi, Éditions de l’Union Française, 1951.
- (FR) Maurice Zimmermann, La mission Foureau-Lamy – La question du Transsaharien, in Annales de Géographie, n. 38, 1899,  pp. 185-186.
- (FR) Maurice Zimmermann, La mission Foureau-Lamy, in Annales de Géographie, n. 39, 1899,  pp. 282-283.
- (FR) Maurice Zimmermann, La France dans le Sahara. L’occupation d’In Salah. La mission Foureau-Lamy, in Annales de Géographie, n. 44, 1900,  pp. 180-182.